# Torneo di Wimbledon 1921 - Doppio maschile
I detentori del titolo non hanno partecipato a quest'edizione del torneo.
Randolph Lycett e Max Woosnam hanno battuto nella finale del turno preliminare Arthur Lowe e Gordon Lowe con il punteggio di 6-3, 6-0, 7-5.

## Tabellone

### Legenda
| - Q = Qualificato - WC = Wild card - LL = Lucky loser | - ALT = Alternate - SE = Special Exempt - PR = Protected Ranking | - w/o = Walkover - r = Ritirato - d = Squalificato |

### Turni preliminari

#### Fase finale
|  | Semifinali                         | Semifinali                         | Semifinali                         | Semifinali | Semifinali | Semifinali | Semifinali |  |  | Finale                         | Finale                         | Finale                         | Finale                         | Finale | Finale | Finale |  |
|  |                                    |                                    |                                    |            |            |            |            |  |  |                                |                                |                                |                                |        |        |        |  |
|  | Gordon Lowe Arthur Holden Lowe     | Gordon Lowe Arthur Holden Lowe     | 6                                  | 6          | 4          | 6          | 12         |  |  |                                |                                |                                |                                |        |        |        |  |
|  | Lewis Seymour Deane Sydney Jacob   | Lewis Seymour Deane Sydney Jacob   | 1                                  | 8          | 6          | 0          | 10         |  |  | Arthur Holden Lowe Gordon Lowe | Arthur Holden Lowe Gordon Lowe | Arthur Holden Lowe Gordon Lowe | Arthur Holden Lowe Gordon Lowe | 3      | 0      | 5      |  |
|  | Randolph Lycett Max Woosnam        | Randolph Lycett Max Woosnam        | Randolph Lycett Max Woosnam        | 8          | 2          | 6          | 6          |  |  | Randolph Lycett Max Woosnam    | Randolph Lycett Max Woosnam    | Randolph Lycett Max Woosnam    | Randolph Lycett Max Woosnam    | 6      | 6      | 7      |  |
|  | Brian Norton Herbert Roper Barrett | Brian Norton Herbert Roper Barrett | Brian Norton Herbert Roper Barrett | 6          | 6          | 3          | 4          |  |  |                                |                                |                                |                                |        |        |        |  |

#### Parte alta

##### Sezione 1
|  | Primo turno              | Primo turno              | Primo turno              | Primo turno              | Primo turno | Primo turno | Primo turno |  |  | Secondo turno            | Secondo turno            | Secondo turno            | Secondo turno          | Secondo turno | Secondo turno | Secondo turno |   |   | Terzo turno            | Terzo turno            | Terzo turno       | Terzo turno       | Terzo turno       | Terzo turno | Terzo turno |   |   | Quarti di finale | Quarti di finale | Quarti di finale | Quarti di finale | Quarti di finale | Quarti di finale | Quarti di finale |  |
|  |                          |                          |                          |                          |             |             |             |  |  |                          |                          |                          |                        |               |               |               |   |   |                        |                        |                   |                   |                   |             |             |   |   |                  |                  |                  |                  |                  |                  |                  |  |
|  | G R Sherwell C S Grace   | G R Sherwell C S Grace   | G R Sherwell C S Grace   | 6                        | 6           | 4           | 8           |  |  |                          |                          |                          |                        |               |               |               |   |   |                        |                        |                   |                   |                   |             |             |   |   |                  |                  |                  |                  |                  |                  |                  |  |
|  | E Parton M Temple        | E Parton M Temple        | E Parton M Temple        | 3                        | 1           | 6           | 6           |  |  | G R Sherwell C S Grace   | G R Sherwell C S Grace   | G R Sherwell C S Grace   | 6                      | 2             | 6             | 6             |   |   |                        |                        |                   |                   |                   |             |             |   |   |                  |                  |                  |                  |                  |                  |                  |  |
|  | F W Donisthorpe R Foster | F W Donisthorpe R Foster | F W Donisthorpe R Foster | F W Donisthorpe R Foster | 6           | 6           | 6           |  |  | F W Donisthorpe R Foster | F W Donisthorpe R Foster | F W Donisthorpe R Foster | 2                      | 6             | 0             | 1             |   |   |                        |                        |                   |                   |                   |             |             |   |   |                  |                  |                  |                  |                  |                  |                  |  |
|  | L E Gaunt D H Kleinman   | L E Gaunt D H Kleinman   | L E Gaunt D H Kleinman   | L E Gaunt D H Kleinman   | 0           | 4           | 3           |  |  |                          |                          |                          |                        |               |               |               |   |   | G R Sherwell C S Grace | G R Sherwell C S Grace | 4                 | 4                 | 6                 | 6           | 3           |   |   |                  |                  |                  |                  |                  |                  |                  |  |
|  | W Crawley A Prebble      | W Crawley A Prebble      | W Crawley A Prebble      | 4                        | 6           | 6           | 6           |  |  |                          |                          | F G Lowe A H Lowe        | F G Lowe A H Lowe      | 6             | 6             | 3             | 2 | 6 |                        |                        |                   |                   |                   |             |             |   |   |                  |                  |                  |                  |                  |                  |                  |  |
|  | W St-J Pym J T Baines    | W St-J Pym J T Baines    | W St-J Pym J T Baines    | 6                        | 1           | 4           | 3           |  |  | W Crawley A Prebble      | W Crawley A Prebble      | W Crawley A Prebble      | W Crawley A Prebble    | 3             | 5             | 6             |   |   |                        |                        |                   |                   |                   |             |             |   |   |                  |                  |                  |                  |                  |                  |                  |  |
|  | F G Lowe A H Lowe        | F G Lowe A H Lowe        | F G Lowe A H Lowe        | F G Lowe A H Lowe        | 6           | 6           | 6           |  |  | F G Lowe A H Lowe        | F G Lowe A H Lowe        | F G Lowe A H Lowe        | F G Lowe A H Lowe      | 6             | 7             | 8             |   |   |                        |                        |                   |                   |                   |             |             |   |   |                  |                  |                  |                  |                  |                  |                  |  |
|  | S Dass S Singh           | S Dass S Singh           | S Dass S Singh           | S Dass S Singh           | 0           | 4           | 4           |  |  |                          |                          |                          |                        |               |               |               |   |   | F G Lowe A H Lowe      | F G Lowe A H Lowe      | F G Lowe A H Lowe | 6                 | 6                 | 6           | 6           |   |   |                  |                  |                  |                  |                  |                  |                  |  |
|  | F H Jarvis E Lamb        | F H Jarvis E Lamb        | F H Jarvis E Lamb        | 6                        | 7           | 6           | 6           |  |  |                          |                          |                          |                        |               |               |               |   |   |                        |                        | F H Jarvis E Lamb | F H Jarvis E Lamb | F H Jarvis E Lamb | 3           | 2           | 8 | 1 |                  |                  |                  |                  |                  |                  |                  |  |
|  | P de Borman V de Bousies | P de Borman V de Bousies | P de Borman V de Bousies | 3                        | 9           | 3           | 1           |  |  | F H Jarvis E Lamb        | F H Jarvis E Lamb        | F H Jarvis E Lamb        | F H Jarvis E Lamb      | 6             | 6             | 6             |   |   |                        |                        |                   |                   |                   |             |             |   |   |                  |                  |                  |                  |                  |                  |                  |  |
|  | N Jones G R Ashton       | N Jones G R Ashton       | N Jones G R Ashton       | N Jones G R Ashton       | 6           | 6           | 7           |  |  | N Jones G R Ashton       | N Jones G R Ashton       | N Jones G R Ashton       | N Jones G R Ashton     | 4             | 4             | 2             |   |   |                        |                        |                   |                   |                   |             |             |   |   |                  |                  |                  |                  |                  |                  |                  |  |
|  | J W O'Farrell E Seale    | J W O'Farrell E Seale    | J W O'Farrell E Seale    | J W O'Farrell E Seale    | 1           | 3           | 5           |  |  |                          |                          |                          |                        |               |               |               |   |   | F H Jarvis E Lamb      | F H Jarvis E Lamb      | 1                 | 6                 | 1                 | 6           | 6           |   |   |                  |                  |                  |                  |                  |                  |                  |  |
|  | A W Myers A Gerbault     | A W Myers A Gerbault     | A W Myers A Gerbault     | 6                        | 6           | 3           | 9           |  |  |                          |                          | J F C Simpson A Gravem   | J F C Simpson A Gravem | 6             | 2             | 6             | 1 | 0 |                        |                        |                   |                   |                   |             |             |   |   |                  |                  |                  |                  |                  |                  |                  |  |
|  | P Wheatley E von Braun   | P Wheatley E von Braun   | P Wheatley E von Braun   | 3                        | 3           | 6           | 7           |  |  | A W Myers A Gerbault     | A W Myers A Gerbault     | A W Myers A Gerbault     | A W Myers A Gerbault   | 0             | 5             | 0             |   |   |                        |                        |                   |                   |                   |             |             |   |   |                  |                  |                  |                  |                  |                  |                  |  |
|  | J F C Simpson A Gravem   | J F C Simpson A Gravem   | 5                        | 6                        | 9           | 7           | 8           |  |  | J F C Simpson A Gravem   | J F C Simpson A Gravem   | J F C Simpson A Gravem   | J F C Simpson A Gravem | 6             | 7             | 6             |   |   |                        |                        |                   |                   |                   |             |             |   |   |                  |                  |                  |                  |                  |                  |                  |  |
|  | C Scroope G A Thomas     | C Scroope G A Thomas     | 7                        | 8                        | 7           | 5           | 6           |  |  |                          |                          |                          |                        |               |               |               |   |   |                        |                        |                   |                   |                   |             |             |   |   |                  |                  |                  |                  |                  |                  |                  |  |

##### Sezione 2
|  | Primo turno                   | Primo turno                   | Primo turno              | Primo turno              | Primo turno              | Primo turno              | Primo turno |  |  | Secondo turno           | Secondo turno           | Secondo turno           | Secondo turno           | Secondo turno           | Secondo turno           | Secondo turno |   |   | Terzo turno             | Terzo turno             | Terzo turno             | Terzo turno             | Terzo turno       | Terzo turno       | Terzo turno |   |   | Quarti di finale | Quarti di finale | Quarti di finale | Quarti di finale | Quarti di finale | Quarti di finale | Quarti di finale |  |
|  |                               |                               |                          |                          |                          |                          |             |  |  |                         |                         |                         |                         |                         |                         |               |   |   |                         |                         |                         |                         |                   |                   |             |   |   |                  |                  |                  |                  |                  |                  |                  |  |
|  | J A Frost C Ramaswami         | J A Frost C Ramaswami         | 4                        | 6                        | 9                        | 6                        | 6           |  |  |                         |                         |                         |                         |                         |                         |               |   |   |                         |                         |                         |                         |                   |                   |             |   |   |                  |                  |                  |                  |                  |                  |                  |  |
|  | H J Graham Bennett A Belgrave | H J Graham Bennett A Belgrave | 6                        | 4                        | 11                       | 2                        | 4           |  |  | J A Frost C Ramaswami   | J A Frost C Ramaswami   | J A Frost C Ramaswami   | J A Frost C Ramaswami   | J A Frost C Ramaswami   | J A Frost C Ramaswami   |               |   |   |                         |                         |                         |                         |                   |                   |             |   |   |                  |                  |                  |                  |                  |                  |                  |  |
|  | G D H Alston F de Saram       | G D H Alston F de Saram       | G D H Alston F de Saram  | G D H Alston F de Saram  | 6                        | 6                        | 6           |  |  | G D H Alston F de Saram | G D H Alston F de Saram | G D H Alston F de Saram | G D H Alston F de Saram | G D H Alston F de Saram | G D H Alston F de Saram | w/o           |   |   |                         |                         |                         |                         |                   |                   |             |   |   |                  |                  |                  |                  |                  |                  |                  |  |
|  | H Stoker Baden-Powell         | H Stoker Baden-Powell         | H Stoker Baden-Powell    | H Stoker Baden-Powell    | 3                        | 3                        | 4           |  |  |                         |                         |                         |                         |                         |                         |               |   |   | G D H Alston F de Saram | G D H Alston F de Saram | 6                       | 4                       | 3                 | 6                 | 7           |   |   |                  |                  |                  |                  |                  |                  |                  |  |
|  | L Godfree A Drew              | L Godfree A Drew              | L Godfree A Drew         | L Godfree A Drew         | 6                        | 6                        | 8           |  |  |                         |                         | J D F Jones A Jones     | J D F Jones A Jones     | 4                       | 6                       | 6             | 3 | 5 |                         |                         |                         |                         |                   |                   |             |   |   |                  |                  |                  |                  |                  |                  |                  |  |
|  | H S Job L M Andrews           | H S Job L M Andrews           | H S Job L M Andrews      | H S Job L M Andrews      | 3                        | 4                        | 6           |  |  | L Godfree A Drew        | L Godfree A Drew        | L Godfree A Drew        | 7                       | 4                       | 3                       | 7             |   |   |                         |                         |                         |                         |                   |                   |             |   |   |                  |                  |                  |                  |                  |                  |                  |  |
|  | J D F Jones A Jones           | J D F Jones A Jones           | J D F Jones A Jones      | J D F Jones A Jones      | 6                        | 6                        | 6           |  |  | J D F Jones A Jones     | J D F Jones A Jones     | J D F Jones A Jones     | 5                       | 6                       | 6                       | 9             |   |   |                         |                         |                         |                         |                   |                   |             |   |   |                  |                  |                  |                  |                  |                  |                  |  |
|  | R H Hotham N Deed             | R H Hotham N Deed             | R H Hotham N Deed        | R H Hotham N Deed        | 2                        | 4                        | 1           |  |  |                         |                         |                         |                         |                         |                         |               |   |   | G D H Alston F de Saram | G D H Alston F de Saram | G D H Alston F de Saram | G D H Alston F de Saram | 1                 | 2                 | 2           |   |   |                  |                  |                  |                  |                  |                  |                  |  |
|  | E M Hall A J Jimenez          | E M Hall A J Jimenez          | 7                        | 7                        | 4                        | 3                        | 8           |  |  |                         |                         |                         |                         |                         |                         |               |   |   |                         |                         | L S Deane S Jacob       | L S Deane S Jacob       | L S Deane S Jacob | L S Deane S Jacob | 6           | 6 | 6 |                  |                  |                  |                  |                  |                  |                  |  |
|  | G Cartwright H Martin         | G Cartwright H Martin         | 5                        | 5                        | 6                        | 6                        | 6           |  |  | E M Hall A J Jimenez    | E M Hall A J Jimenez    | E M Hall A J Jimenez    | E M Hall A J Jimenez    | 0                       | 1                       | 3             |   |   |                         |                         |                         |                         |                   |                   |             |   |   |                  |                  |                  |                  |                  |                  |                  |  |
|  | L S Deane S Jacob             | L S Deane S Jacob             | L S Deane S Jacob        | L S Deane S Jacob        | L S Deane S Jacob        | L S Deane S Jacob        | w/o         |  |  | L S Deane S Jacob       | L S Deane S Jacob       | L S Deane S Jacob       | L S Deane S Jacob       | 6                       | 6                       | 6             |   |   |                         |                         |                         |                         |                   |                   |             |   |   |                  |                  |                  |                  |                  |                  |                  |  |
|  | A A Fyzee H A Fyzee           | A A Fyzee H A Fyzee           | A A Fyzee H A Fyzee      | A A Fyzee H A Fyzee      | A A Fyzee H A Fyzee      | A A Fyzee H A Fyzee      |             |  |  |                         |                         |                         |                         |                         |                         |               |   |   | L S Deane S Jacob       | L S Deane S Jacob       | L S Deane S Jacob       | 8                       | 3                 | 6                 | 6           |   |   |                  |                  |                  |                  |                  |                  |                  |  |
|  | G Boustead J L Holt           | G Boustead J L Holt           | G Boustead J L Holt      | G Boustead J L Holt      | G Boustead J L Holt      | G Boustead J L Holt      | w/o         |  |  |                         |                         | F P Down H S Milford    | F P Down H S Milford    | F P Down H S Milford    | 6                       | 6             | 0 | 3 |                         |                         |                         |                         |                   |                   |             |   |   |                  |                  |                  |                  |                  |                  |                  |  |
|  | W L Hollick E S Franklin      | W L Hollick E S Franklin      | W L Hollick E S Franklin | W L Hollick E S Franklin | W L Hollick E S Franklin | W L Hollick E S Franklin |             |  |  | G Boustead J L Holt     | G Boustead J L Holt     | G Boustead J L Holt     | G Boustead J L Holt     | 3                       | 3                       | 3             |   |   |                         |                         |                         |                         |                   |                   |             |   |   |                  |                  |                  |                  |                  |                  |                  |  |
|  | F P Down H S Milford          | F P Down H S Milford          | 7                        | 1                        | 1                        | 6                        | 6           |  |  | F P Down H S Milford    | F P Down H S Milford    | F P Down H S Milford    | F P Down H S Milford    | 6                       | 6                       | 6             |   |   |                         |                         |                         |                         |                   |                   |             |   |   |                  |                  |                  |                  |                  |                  |                  |  |
|  | L Lyle A Ingram               | L Lyle A Ingram               | 5                        | 6                        | 6                        | 2                        | 4           |  |  |                         |                         |                         |                         |                         |                         |               |   |   |                         |                         |                         |                         |                   |                   |             |   |   |                  |                  |                  |                  |                  |                  |                  |  |

#### Parte bassa

##### Sezione 3
|  | Primo turno                 | Primo turno                 | Primo turno                 | Primo turno             | Primo turno         | Primo turno         | Primo turno |  |  | Secondo turno               | Secondo turno               | Secondo turno               | Secondo turno               | Secondo turno               | Secondo turno | Secondo turno |   |   | Terzo turno            | Terzo turno            | Terzo turno            | Terzo turno        | Terzo turno        | Terzo turno | Terzo turno |   |   | Quarti di finale | Quarti di finale | Quarti di finale | Quarti di finale | Quarti di finale | Quarti di finale | Quarti di finale |  |
|  |                             |                             |                             |                         |                     |                     |             |  |  |                             |                             |                             |                             |                             |               |               |   |   |                        |                        |                        |                    |                    |             |             |   |   |                  |                  |                  |                  |                  |                  |                  |  |
|  | C Campbell F H Teall        | C Campbell F H Teall        | C Campbell F H Teall        | C Campbell F H Teall    | 6                   | 6                   | 6           |  |  |                             |                             |                             |                             |                             |               |               |   |   |                        |                        |                        |                    |                    |             |             |   |   |                  |                  |                  |                  |                  |                  |                  |  |
|  | E G Bisseker N Willford     | E G Bisseker N Willford     | E G Bisseker N Willford     | E G Bisseker N Willford | 4                   | 4                   | 3           |  |  | C Campbell F H Teall        | C Campbell F H Teall        | C Campbell F H Teall        | C Campbell F H Teall        | 5                           | 2             | 2             |   |   |                        |                        |                        |                    |                    |             |             |   |   |                  |                  |                  |                  |                  |                  |                  |  |
|  | M Alonso O Turnbull         | M Alonso O Turnbull         | M Alonso O Turnbull         | M Alonso O Turnbull     | 6                   | 6                   | 6           |  |  | M Alonso O Turnbull         | M Alonso O Turnbull         | M Alonso O Turnbull         | M Alonso O Turnbull         | 7                           | 6             | 6             |   |   |                        |                        |                        |                    |                    |             |             |   |   |                  |                  |                  |                  |                  |                  |                  |  |
|  | U Williams V Burr           | U Williams V Burr           | U Williams V Burr           | U Williams V Burr       | 2                   | 2                   | 3           |  |  |                             |                             |                             |                             |                             |               |               |   |   | M Alonso O Turnbull    | M Alonso O Turnbull    | 2                      | 2                  | 6                  | 6           | 6           |   |   |                  |                  |                  |                  |                  |                  |                  |  |
|  | A Kingscote J Hillyard      | A Kingscote J Hillyard      | A Kingscote J Hillyard      | 6                       | 7                   | 9                   | 6           |  |  |                             |                             | A Kingscote J Hillyard      | A Kingscote J Hillyard      | 6                           | 6             | 2             | 3 | 3 |                        |                        |                        |                    |                    |             |             |   |   |                  |                  |                  |                  |                  |                  |                  |  |
|  | A M Lovibond A W Asthalter  | A M Lovibond A W Asthalter  | A M Lovibond A W Asthalter  | 1                       | 5                   | 11                  | 4           |  |  | A Kingscote J Hillyard      | A Kingscote J Hillyard      | A Kingscote J Hillyard      | A Kingscote J Hillyard      | 6                           | 6             | 6             |   |   |                        |                        |                        |                    |                    |             |             |   |   |                  |                  |                  |                  |                  |                  |                  |  |
|  | P Davson T Mavrogordato     | P Davson T Mavrogordato     | P Davson T Mavrogordato     | P Davson T Mavrogordato | 6                   | 6                   | 6           |  |  | P Davson T Mavrogordato     | P Davson T Mavrogordato     | P Davson T Mavrogordato     | P Davson T Mavrogordato     | 2                           | 2             | 3             |   |   |                        |                        |                        |                    |                    |             |             |   |   |                  |                  |                  |                  |                  |                  |                  |  |
|  | O W Johnson P W Jewson      | O W Johnson P W Jewson      | O W Johnson P W Jewson      | O W Johnson P W Jewson  | 1                   | 3                   | 2           |  |  |                             |                             |                             |                             |                             |               |               |   |   | A Kingscote J Hillyard | A Kingscote J Hillyard | A Kingscote J Hillyard | 6                  | 6                  | 3           | 6           |   |   |                  |                  |                  |                  |                  |                  |                  |  |
|  | R Lycett M Woosnam          | R Lycett M Woosnam          | R Lycett M Woosnam          | R Lycett M Woosnam      | 6                   | 6                   | 6           |  |  |                             |                             |                             |                             |                             |               |               |   |   |                        |                        | R Lycett M Woosnam     | R Lycett M Woosnam | R Lycett M Woosnam | 4           | 3           | 6 | 0 |                  |                  |                  |                  |                  |                  |                  |  |
|  | R S Barnes R McNair         | R S Barnes R McNair         | R S Barnes R McNair         | R S Barnes R McNair     | 2                   | 3                   | 2           |  |  | R Lycett M Woosnam          | R Lycett M Woosnam          | R Lycett M Woosnam          | R Lycett M Woosnam          | 6                           | 6             | 6             |   |   |                        |                        |                        |                    |                    |             |             |   |   |                  |                  |                  |                  |                  |                  |                  |  |
|  | C Eltringham D Watson       | C Eltringham D Watson       | C Eltringham D Watson       | 6                       | 6                   | 5                   | 6           |  |  | C Eltringham D Watson       | C Eltringham D Watson       | C Eltringham D Watson       | C Eltringham D Watson       | 1                           | 1             | 4             |   |   |                        |                        |                        |                    |                    |             |             |   |   |                  |                  |                  |                  |                  |                  |                  |  |
|  | G T C Watt J G Gilbert      | G T C Watt J G Gilbert      | G T C Watt J G Gilbert      | 1                       | 1                   | 7                   | 4           |  |  |                             |                             |                             |                             |                             |               |               |   |   | R Lycett M Woosnam     | R Lycett M Woosnam     | R Lycett M Woosnam     | 5                  | 6                  | 3           |             |   |   |                  |                  |                  |                  |                  |                  |                  |  |
|  | F G C Fison T Bevan         | F G C Fison T Bevan         | F G C Fison T Bevan         | F G C Fison T Bevan     | F G C Fison T Bevan | F G C Fison T Bevan | w/o         |  |  |                             |                             | C. A. Sedgwick P. J. Oakley | C. A. Sedgwick P. J. Oakley | C. A. Sedgwick P. J. Oakley | 7             | 2             | 3 | r |                        |                        |                        |                    |                    |             |             |   |   |                  |                  |                  |                  |                  |                  |                  |  |
|  | W Laurentz A Gobert         | W Laurentz A Gobert         | W Laurentz A Gobert         | W Laurentz A Gobert     | W Laurentz A Gobert | W Laurentz A Gobert |             |  |  | F G C Fison T Bevan         | F G C Fison T Bevan         | F G C Fison T Bevan         | 2                           | 7                           | 3             | 4             |   |   |                        |                        |                        |                    |                    |             |             |   |   |                  |                  |                  |                  |                  |                  |                  |  |
|  | C. A. Sedgwick P. J. Oakley | C. A. Sedgwick P. J. Oakley | C. A. Sedgwick P. J. Oakley | 4                       | 6                   | 7                   | 6           |  |  | C. A. Sedgwick P. J. Oakley | C. A. Sedgwick P. J. Oakley | C. A. Sedgwick P. J. Oakley | 6                           | 5                           | 6             | 6             |   |   |                        |                        |                        |                    |                    |             |             |   |   |                  |                  |                  |                  |                  |                  |                  |  |
|  | A W Davson L F Davin        | A W Davson L F Davin        | A W Davson L F Davin        | 6                       | 3                   | 5                   | 3           |  |  |                             |                             |                             |                             |                             |               |               |   |   |                        |                        |                        |                    |                    |             |             |   |   |                  |                  |                  |                  |                  |                  |                  |  |

##### Sezione 4
|  | Primo turno                | Primo turno                | Primo turno              | Primo turno              | Primo turno          | Primo turno          | Primo turno |  |  | Secondo turno              | Secondo turno              | Secondo turno            | Secondo turno            | Secondo turno          | Secondo turno     | Secondo turno |   |   | Terzo turno                | Terzo turno                | Terzo turno                | Terzo turno              | Terzo turno              | Terzo turno              | Terzo turno |   |   | Quarti di finale | Quarti di finale | Quarti di finale | Quarti di finale | Quarti di finale | Quarti di finale | Quarti di finale |  |
|  |                            |                            |                          |                          |                      |                      |             |  |  |                            |                            |                          |                          |                        |                   |               |   |   |                            |                            |                            |                          |                          |                          |             |   |   |                  |                  |                  |                  |                  |                  |                  |  |
|  | A Diemer Kool C Van Lennep | A Diemer Kool C Van Lennep | 5                        | 6                        | 6                    | 6                    | 6           |  |  |                            |                            |                          |                          |                        |                   |               |   |   |                            |                            |                            |                          |                          |                          |             |   |   |                  |                  |                  |                  |                  |                  |                  |  |
|  | H L Askham H B Harrison    | H L Askham H B Harrison    | 7                        | 8                        | 2                    | 3                    | 2           |  |  | A Diemer Kool C Van Lennep | A Diemer Kool C Van Lennep | 6                        | 2                        | 6                      | 3                 | 7             |   |   |                            |                            |                            |                          |                          |                          |             |   |   |                  |                  |                  |                  |                  |                  |                  |  |
|  | C Dixon Z Shimizu          | C Dixon Z Shimizu          | C Dixon Z Shimizu        | C Dixon Z Shimizu        | C Dixon Z Shimizu    | C Dixon Z Shimizu    | w/o         |  |  | C Dixon Z Shimizu          | C Dixon Z Shimizu          | 2                        | 6                        | 3                      | 6                 | 5             |   |   |                            |                            |                            |                          |                          |                          |             |   |   |                  |                  |                  |                  |                  |                  |                  |  |
|  | A Dudley J Masterman       | A Dudley J Masterman       | A Dudley J Masterman     | A Dudley J Masterman     | A Dudley J Masterman | A Dudley J Masterman |             |  |  |                            |                            |                          |                          |                        |                   |               |   |   | A Diemer Kool C Van Lennep | A Diemer Kool C Van Lennep | A Diemer Kool C Van Lennep | 6                        | 3                        | 6                        | 3           |   |   |                  |                  |                  |                  |                  |                  |                  |  |
|  | J Evers C S Gordon-Smith   | J Evers C S Gordon-Smith   | J Evers C S Gordon-Smith | 7                        | 6                    | 3                    | 7           |  |  |                            |                            | F M B Fisher A Beamish   | F M B Fisher A Beamish   | F M B Fisher A Beamish | 8                 | 6             | 3 | 6 |                            |                            |                            |                          |                          |                          |             |   |   |                  |                  |                  |                  |                  |                  |                  |  |
|  | A J Hubert B Swinden       | A J Hubert B Swinden       | A J Hubert B Swinden     | 5                        | 1                    | 6                    | 5           |  |  | J Evers C S Gordon-Smith   | J Evers C S Gordon-Smith   | J Evers C S Gordon-Smith | J Evers C S Gordon-Smith | 2                      | 2                 | 4             |   |   |                            |                            |                            |                          |                          |                          |             |   |   |                  |                  |                  |                  |                  |                  |                  |  |
|  | F M B Fisher A Beamish     | F M B Fisher A Beamish     | F M B Fisher A Beamish   | F M B Fisher A Beamish   | 6                    | 11                   | 8           |  |  | F M B Fisher A Beamish     | F M B Fisher A Beamish     | F M B Fisher A Beamish   | F M B Fisher A Beamish   | 6                      | 6                 | 6             |   |   |                            |                            |                            |                          |                          |                          |             |   |   |                  |                  |                  |                  |                  |                  |                  |  |
|  | W Radcliffe G Birtles      | W Radcliffe G Birtles      | W Radcliffe G Birtles    | W Radcliffe G Birtles    | 4                    | 9                    | 6           |  |  |                            |                            |                          |                          |                        |                   |               |   |   | F M B Fisher A Beamish     | F M B Fisher A Beamish     | F M B Fisher A Beamish     | F M B Fisher A Beamish   | 5                        | 2                        | 4           |   |   |                  |                  |                  |                  |                  |                  |                  |  |
|  | F T Hunter A Gore          | F T Hunter A Gore          | F T Hunter A Gore        | 6                        | 3                    | 7                    | 6           |  |  |                            |                            |                          |                          |                        |                   |               |   |   |                            |                            | B Norton H Roper-Barrett   | B Norton H Roper-Barrett | B Norton H Roper-Barrett | B Norton H Roper-Barrett | 7           | 6 | 6 |                  |                  |                  |                  |                  |                  |                  |  |
|  | S Owen F Stowe             | S Owen F Stowe             | S Owen F Stowe           | 4                        | 6                    | 5                    | 2           |  |  | F T Hunter A Gore          | F T Hunter A Gore          | F T Hunter A Gore        | F T Hunter A Gore        | 1                      | 2                 | 1             |   |   |                            |                            |                            |                          |                          |                          |             |   |   |                  |                  |                  |                  |                  |                  |                  |  |
|  | B Norton H Roper-Barrett   | B Norton H Roper-Barrett   | B Norton H Roper-Barrett | B Norton H Roper-Barrett | 6                    | 6                    | 7           |  |  | B Norton H Roper-Barrett   | B Norton H Roper-Barrett   | B Norton H Roper-Barrett | B Norton H Roper-Barrett | 6                      | 6                 | 6             |   |   |                            |                            |                            |                          |                          |                          |             |   |   |                  |                  |                  |                  |                  |                  |                  |  |
|  | H Price H Aitken           | H Price H Aitken           | H Price H Aitken         | H Price H Aitken         | 2                    | 2                    | 5           |  |  |                            |                            |                          |                          |                        |                   |               |   |   | B Norton H Roper-Barrett   | B Norton H Roper-Barrett   | B Norton H Roper-Barrett   | B Norton H Roper-Barrett | 6                        | 6                        | 6           |   |   |                  |                  |                  |                  |                  |                  |                  |  |
|  | B Haughton M Hick          | B Haughton M Hick          | B Haughton M Hick        | B Haughton M Hick        | 6                    | 6                    | 6           |  |  |                            |                            | B Haughton M Hick        | B Haughton M Hick        | B Haughton M Hick      | B Haughton M Hick | 3             | 3 | 2 |                            |                            |                            |                          |                          |                          |             |   |   |                  |                  |                  |                  |                  |                  |                  |  |
|  | M Sleem J Ritchie          | M Sleem J Ritchie          | M Sleem J Ritchie        | M Sleem J Ritchie        | 2                    | 2                    | 2           |  |  | B Haughton M Hick          | B Haughton M Hick          | B Haughton M Hick        | B Haughton M Hick        | 7                      | 6                 | 6             |   |   |                            |                            |                            |                          |                          |                          |             |   |   |                  |                  |                  |                  |                  |                  |                  |  |
|  | C Goddall M R L White      | C Goddall M R L White      | C Goddall M R L White    | 6                        | 6                    | 1                    | 6           |  |  | C Goddall M R L White      | C Goddall M R L White      | C Goddall M R L White    | C Goddall M R L White    | 5                      | 2                 | 3             |   |   |                            |                            |                            |                          |                          |                          |             |   |   |                  |                  |                  |                  |                  |                  |                  |  |
|  | E Portlock W T Tucker      | E Portlock W T Tucker      | E Portlock W T Tucker    | 3                        | 4                    | 6                    | 2           |  |  |                            |                            |                          |                          |                        |                   |               |   |   |                            |                            |                            |                          |                          |                          |             |   |   |                  |                  |                  |                  |                  |                  |                  |  |